# 大阪農業専門学校 (旧制)
| 大阪農業専門学校 （大阪農専） | 大阪農業専門学校 （大阪農専） |
| ----------------------------- | ----------------------------- |
| 創立                          | 1944年                        |
| 所在地                        | 大阪府池田市                  |
| 初代校長                      | 仙田清吾                      |
| 廃止                          | 1951年                        |
| 後身校                        | 浪速大学 （現 大阪府立大学）  |
| 同窓会                        |                               |

大阪農業専門学校（おおさかのうぎょうせんもんがっこう）は、1944年（昭和19年）に大阪府によって設立された旧制専門学校。

## 概要
第二次世界大戦中に農産体制増強のために設立された農業専門学校（旧称： 高等農林学校）の一つ。本科に園芸科、農芸化学科の2科を設置した。
新制大阪府立浪速大学農学部（現 大阪府立大学生命環境科学部）の前身である。

## 沿革
- 1944年2月28日： 大阪農業専門学校設立認可 （文部省告示第206号）。
- 1944年4月： 大阪農業専門学校開校。
  - 園芸科、農芸化学科の 2科を設置。
  - 大阪府池田市の大阪府立園芸学校 （現大阪府立園芸高等学校） に併設された （府立園芸学校は1924年に豊能郡立農商学校と大阪府立農学校園芸科を元に設立された）。
- 1949年4月： 新制大阪府立浪速大学発足。
  - 大阪農業専門学校は、大阪獣医畜産専門学校とともに農学部の母体となった。
- 1951年3月： 旧制大阪農業専門学校廃止。

## 校地
大阪府池田市神田町 （現 池田市八王寺） の大阪府立園芸学校に併設され、廃止まで同地を使用した。新制浪速大学農学部は、池田市 （旧農専） と堺市 （旧獣専） とに分かれて発足し、池田側に農学科・園芸学科、堺側に農業化学科・獣医学科が置かれた。農学部キャンパスの統合にあたっては、池田側が併設の園芸学校を存続させたのに対し、堺側は併設の農学校の同窓会が大学への発展的解消を希望したこともあり、堺側に統合することとなった。
1952年、堺市の新制大阪府立農業高等学校 （旧制大阪府立農学校の後身） 廃止とともに、農学部農学科・園芸学科は堺市大仙町に移転し、跡地は新制大阪府立園芸高等学校に引き渡された。

## 歴代校長
- 初代： 仙田清吾 （1944年4月 - 1951年3月）
  - 新制浪速大学農学部 初代学部長

## 関連書籍
- 作道好男・作道克彦（編）　『大学の歴史 : 大阪府立大学農学部』　教育文化出版教育科学研究所、1983年7月。